# Michele Giordano (giornalista)
Michele Giordano (Caltanissetta, 8 ottobre 1921 – Cassino, 6 ottobre 2008) è stato un giornalista, scrittore e saggista italiano, fondatore della prima emittente radiofonica di Cassino.

## Biografia
Nato a Caltanissetta, si trasferì trentenne nel Lazio. Nel 1953 fondò il quindicinale «Il Gazzettino del Lazio» (8 000 copie di diffusione in tutta la regione); fondò inoltre l'«Eco dell'Arte» e la prima associazione culturale del cassinate, l'Astra. Nei primi anni settanta fondò la TV "Tele B.L.", nel 1975 "Radio Cassino Stereo" e nello stesso anno "TeleCassino".
Nel 1974 Giordano cercò di trasmettere via cavo le partite di calcio della squadra locale (il Cassino) a pagamento, tentativo di pay tv ante litteram (4 chilometri di cavo per le vie di Cassino, 10.000 lire di abbonamento al mese), ma con soli 50 abbonati dovette chiudere. Fondatore, titolare e direttore responsabile dell'emittente TeleCiociaria, condusse il programma di opinione Lettere al Direttore, in cui, oltre a rispondere in diretta alle lettere dei suoi concittadini che lo interpellavano sui problemi di Cassino, si scagliava contro personaggi pubblici che considerava poco professionali o poco seri apostrofandoli con l'appellativo di «fetentone».
Divenne famoso a livello nazionale grazie alle sue apparizioni (in cui veniva ridicolizzato) a Mai dire TV, su Italia 1; infastidito dall'ironia della Gialappa's (da lui ribattezzata "Galassas"), ha rivolto anche ai tre il suo celebre appellativo. Questa espressione divenne il suo tormentone, tanto che lo ha voluto utilizzare per un suo libro: Chi sono i fetentoni più popolari d'Italia?. Michele Giordano è morto il 6 ottobre 2008 all'età di 86 anni. In suo onore, nel 2015, gli viene intitolata una piazza in un parco di Cassino. 